# Danh thiếp

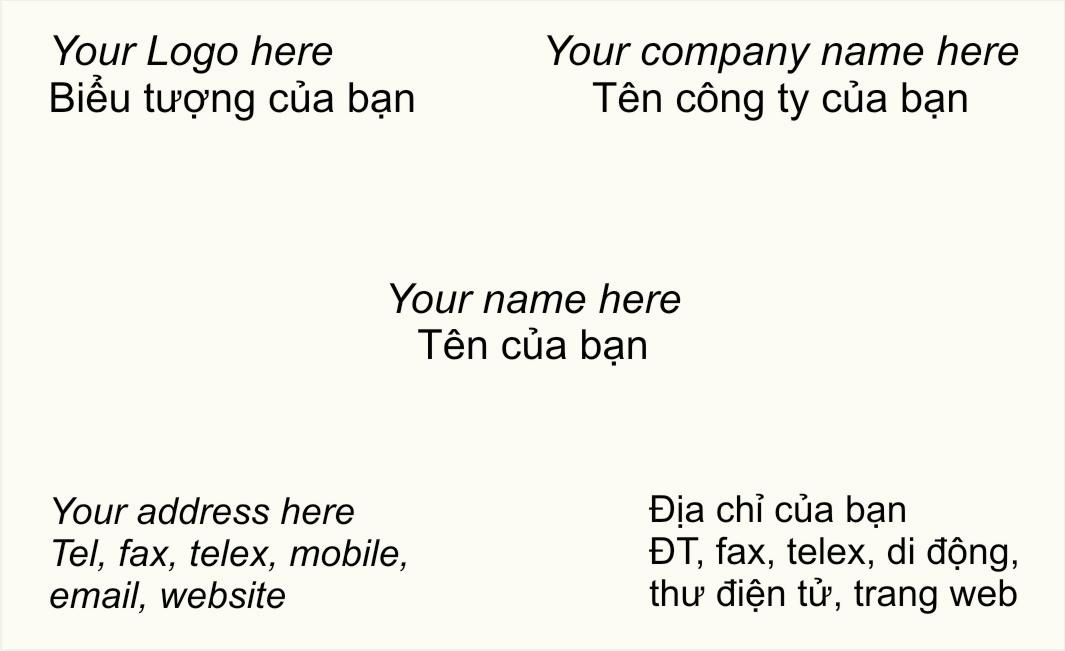
Mẫu danh thiếp ngang

Danh thiếp là loại thiếp nhỏ ghi họ tên, thường có kèm theo nghề nghiệp, chức vụ, địa chỉ, dùng để giao dịch.
Danh thiếp thường được in trên giấy, có kích thước thông dụng là 5,5 × 9,0 cm. Tuy nhiên, cũng có một số người chọn kích thước khác như 5,0 × 9,0 cm hay 11 × 9 cm gập đôi, tất nhiên, dù kích thước thế nào cũng phải đảm bảo yếu tố gọn nhẹ của danh thiếp.
Về mặt thiết kế, danh thiếp có hai loại là thiếp đứng và thiếp ngang.
Về mặt chất liệu, danh thiếp thường được in trên giấy có định lượng từ 220 gram đến 300 gram. Nhưng với công nghệ ngày càng hiện đại, cho phép in danh thiếp trên cả nhựa mỏng hay ghi lên đĩa miniCD.
In danh thiếp là một công việc trước tiên của các cá nhân doanh nghiệp khi kinh doanh chuyên nghiệp. Bởi card visit rất quan trọng đối với các công ty khi đi gặp gỡ khách hàng.
Danh thiếp có nhiều loại khác nhau như:
- Danh thiếp vuông góc
- Danh thiếp bo tròn góc
- Danh thiếp dập nổi
-Danh thiếp nhựa trong suốt
- Danh thiếp gỗ
Quy trình in danh thiếp và chất liệu giấy:
- In offset chất lượng cao
- Giấy in C300 cán mờ 2 mặt
Ngày nay in danh thiếp không chỉ cần thiết cho các công ty doanh nghiệp mà các cá nhân cũng có nhu cầu lớn không kém.